# 지나 헤트
기나 헥트(Gina Hecht, 1953년 12월 6일 ~ )는 미국의 배우이다.
휴스턴에서 태어났다.

## 출연 작품
- 세븐 파운즈 (2008년)
- 라스트 워드 (2007년)
- 왓 어바웃 브라이언 (2006년)
- 캔 아이 플레이? (1998년)
- 블라인드 키스 (1995년)
- 가족의 기도 (1993년)
- 인생의 반전 (1992년)
- 세인트 엘모의 열정 (1985년)
- 뉴욕의 사랑 (1982년)

### 텔레비전
- 더 디스트릭트 (2000년)
- CSI 라스베가스 시즌1 (2000년)
- 프렌즈 (1994년)
- ER (1994년)
- 닥터슬론 (1993년)
- 사인필드 (1990년)
- LA 로 (1986년)
- 헝 1 (2009년)